# Cromwell, Connecticut
Cromwell är en kommun (town) i Middlesex County i delstaten Connecticut, USA. Vid folkräkningen år 2000 bodde 12 871 personer på orten. Den har enligt United States Census Bureau en area på totalt 35 km² varav 1,3 km² är vatten.